# Min Thu Wun
Min Thu Wun (birman : မင်းသုဝဏ်) était un écrivain, poète et universitaire birman. Artisan avec d'autres d'une nouvelle ère de la littérature birmane avec le mouvement littéraire Khit-San Sarpay (en), il est aussi le père de Htin Kyaw, qui fut président de la Birmanie de 2016 à 2018.

## Biographie
Né Maung Wun en 1909 à Kungyangon dans l'État Môn, Min Thu Wun était d'origine mône et bama. Il commença à écrire des poèmes à l'âge de 20 ans alors qu'il était étudiant au Rangoon College. Avec Pe Maung Tin (en), Theippan Maung Wa (en) et Saya Zawgyi (en), ils développèrent dans des poèmes et des nouvelles le style du Khit-San Sarpay (en), sous l'ombre tutélaire de John Sydenham Furnivall (en), père de la Burma Research Society. L'année 1934 a vu la publication de Hkit san pon byin (Contes expérimentaux), un recueil de nouvelles destiné à tester la réaction des lecteurs, écrit par Zawgyi, Min Thu Wun et Theippan Maung Wa, entre autres. Le style était neuf et nouveau, utilisant des phrases plus courtes et des mots s'éloignant du vocabulaire littéraire traditionnel.
En 1935, après avoir obtenu une maîtrise en littérature birmane, Min Thu Wun partit à l'université d'Oxford d'où il sortit diplômé en 1939.
Alors que Theippan Maung Wa était célèbre pour sa prose, Min Thu Wun et Zawgyi étaient surtout connus pour leur description de la vie quotidienne des gens ordinaires et pour leur appréciation de la nature dans leurs poèmes.
Il fut aussi l'un des soutiens de Aung Soe, artiste qui a su « infléchir la trajectoire de l'art birman ».
Il contribua fortement au braille birman et aux dictionnaires môn-birman et pali-birman.
Il fut élu député en 1990 pour la Ligue nationale pour la démocratie et démissionna en 1998, sous la pression des militaires qui censuraient aussi ses œuvres. Il fut le 81e parlementaire depuis l'élection de 1990.

## Galerie

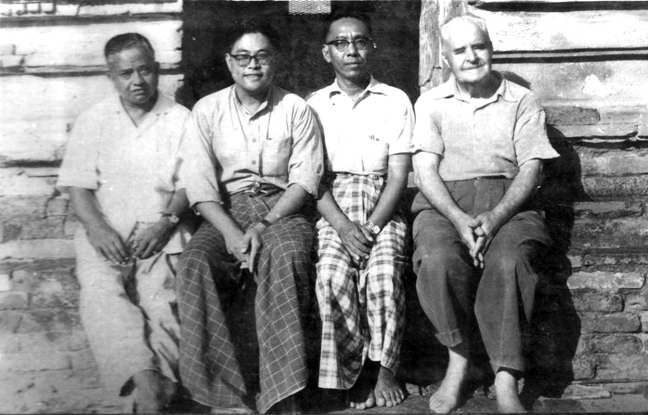
À partir de la gauche : Bohmu Ba Shin, U Bo-Kay, Min Thu Wun et Gordon Luce.